# Nazionale maschile di football americano della Giordania
La nazionale di football americano della Giordania è la selezione maggiore maschile di football americano della JFAF che rappresenta la Giordania nelle varie competizioni ufficiali o amichevoli riservate a squadre nazionali.

## Dettaglio stagioni

### Amichevoli
| Stagione | Vin | Par | Per | Tot | PF | PS | avversaria        |
| -------- | --- | --- | --- | --- | -- | -- | ----------------- |
| 2023     | 0   | 0   | 1   | 1   | 0  | 14 | Jeddah al-Baharah |
| Totale   | 1   | 0   | 1   | 2   | 63 | 28 |                   |

### Riepilogo partite disputate
| Anno           | Luogo | Evento     | Fase del torneo | Incontro                      | Risultato |
| 14 luglio 2023 | Amman | Amichevole |                 | Giordania - Jeddah al-Baharah | 0 - 14    |